# Dactylonotus meuffelsi
Dactylonotus meuffelsi är en tvåvingeart som beskrevs av Grichanov 1998. Dactylonotus meuffelsi ingår i släktet Dactylonotus och familjen styltflugor. Inga underarter finns listade i Catalogue of Life.